# Avia BH-4
Die Avia BH-4 war ein tschechoslowakisches Jagdflugzeug und eine Weiterentwicklung der BH-3 mit modifiziertem Fahrwerk und einem tieferen, mehr stromlinienförmigen Rumpfvorderteil (dank seines Hispano-Suiza-8Ba-Motors). Die Leistung war derer der BH-3 nur geringfügig überlegen, daher wurde die Serienproduktion nicht aufgenommen.

## Technische Daten

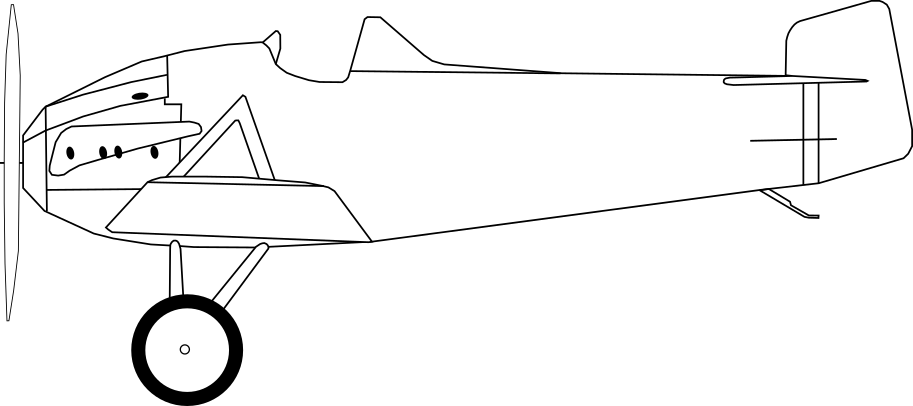
Seitenansicht

| Kenngröße             | Daten                                                    |
| --------------------- | -------------------------------------------------------- |
| Besatzung             | 1                                                        |
| Länge                 | 6,47 m                                                   |
| Spannweite            | 10,24 m                                                  |
| Höhe                  | 2,97 m                                                   |
| Flügelfläche          | 15,76 m²                                                 |
| Flügelstreckung       | 6,7                                                      |
| Leermasse             | 724 kg                                                   |
| max. Startmasse       | 1015 kg                                                  |
| Antrieb               | ein V8-Motor Hispano-Suiza 8Ba                           |
| Leistung              | 164 kW (ca. 220 PS)                                      |
| Höchstgeschwindigkeit | 222 km/h                                                 |
| Bewaffnung            | 2 starre synchronisierte 7,7-mm-Vickers-Maschinengewehre |